# Ramón Quintero Martínez
Ramón Quintero Martínez (f. 1931) fue un abogado y periodista español.

## Biografía
Este abogado comenzó a colaborar con La Correspondencia de la Juventud que se publicaba en Madrid, y después en Madrid Cómico, Madrid Chismoso y La Ilustración Ibérica. Por los años de 1886 a 1887, dirigió en la capital Los Ensayos Literarios, La Juventud Ibérica y El Teléfono, semanarios literarios los dos primeros y político el último. En 1882 entró a formar parte de la redacción de la Gaceta Universal, después pasó a la de El Mediodía, más tarde a la de El Parlamento y por último fue durante ocho años redactor político-noticiero de El Correo Español. En ocasiones firmaba sus textos con seudónimos como Clarito, C.º Morán y Rotenqui. Colaboró, asimismo, en La Izquierda Dinástica y La Publicidad y en varias revistas científicas y literarias de provincias, y fue corresponsal de hasta ochenta y nueve periódicos, entre los que se cuentan Diario Mercantil de Barcelona, El Basco de Bilbao, El Diario Mercantil de Zaragoza, La Opinión de La Coruña, Las Libertades de Oviedo, El Lucense de Lugo y El Correo de Extremadura de Cáceres. Fue director de la agencia periodística Las Regiones. Primer director también, entre 1909 y 1912, de la agencia de prensa católica Prensa Asociada, falleció en Madrid en enero de 1931.